# Fabian Fuchs
Fabian Fuchs (Malters, 20 de diciembre de 1961) es un ciclista suizo que fue profesional de 1987 a 1992. Durante los dos últimos años de su carrera fue uno de los compañeros de Miguel Induráin en el equipo Banesto, ayudándole en su victoria en el Giro de Italia 1992.

## Palmarés
1986
- Tour de Schynberg

1987
- Gran Premio Chiasso

1988
- Gran Premio Guillermo Tell
- 3.º en el Campeonato de Suiza en Ruta

## Resultados en Grandes Vueltas y Campeonatos del Mundo
| Carrera         | Carrera         | 1987 | 1888 | 1989 | 1990 | 1991 | 1992 |
| --------------- | --------------- | ---- | ---- | ---- | ---- | ---- | ---- |
|                 | Giro de Italia  | —    | Ab.  | —    | —    | 21.º | 32.º |
|                 | Tour de Francia | 51.º | —    | —    | —    | —    | —    |
|                 | Vuelta a España | —    | —    | —    | —    | —    | —    |
| Mundial en Ruta | Mundial en Ruta | —    | —    | —    | —    | —    | —    |

—: no participa

F. c.: descalificado por "fuera de control"

Ab.: abandono